# Mistrzostwa Świata w Piłce Siatkowej Mężczyzn 2018 (składy)
Artykuł grupuje składy wszystkich reprezentacji narodowych w piłce siatkowej, które wystąpiły w Mistrzostwach Świata w Piłce Siatkowej Mężczyzn 2018.
- Wiek na dzień 9 września 2018 roku.
- Przynależność klubowa na początek sezonu 2018/2019.
- Zawodnicy oznaczeni  to kapitanowie reprezentacji.
- Legenda:
A – atakujący
L – libero
P – przyjmujący
R – rozgrywający
Ś – środkowy

## Argentyna
Trener: Julio Velasco
Asystent: Julián Álvarez
| Nr | Imię i nazwisko     | Data urodzenia (wiek) | Wzrost (cm) | Klub                   | Pozycja |
| -- | ------------------- | --------------------- | ----------- | ---------------------- | ------- |
| 2  | Lisandro Zanotti    | 04.10.1990 (27)       | 195         | Narbonne Volley        | P       |
| 4  | Maximiliano Cavanna | 02.07.1988 (30)       | 188         | UPCN San Juan Vóley    | R       |
| 6  | Cristian Poglajen   | 14.07.1989 (29)       | 195         | Robur Rawenna          | P       |
| 7  | Facundo Conte       | 25.08.1989 (29)       | 198         | Vôlei Taubaté          | P/A     |
| 8  | Agustín Loser       | 12.10.1997 (20)       | 193         | Club Ciudad de Bolívar | Ś       |
| 10 | José Luis González  | 27.12.1984 (33)       | 206         | Paris Volley           | A       |
| 11 | Sebastián Solé      | 12.06.1991 (27)       | 202         | Blu Volley Werona      | Ś       |
| 12 | Bruno Lima          | 04.02.1996 (22)       | 197         | Volleyball Bisons Bühl | A       |
| 14 | Pablo Crer          | 12.06.1989 (29)       | 205         | Club Ciudad de Bolívar | Ś       |
| 15 | Luciano De Cecco    | 02.06.1988 (30)       | 193         | Sir Safety Perugia     | R       |
| 16 | Alexis González     | 21.07.1981 (27)       | 184         | Club Ciudad de Bolívar | L       |
| 17 | Tomás López         | 12.09.1994 (23)       | 188         | Callipo Sport          | P       |
| 18 | Martín Ramos        | 26.08.1991 (27)       | 197         | UPCN San Juan Vóley    | A       |
| 22 | Ignacio Fernández   | 07.06.1994 (24)       | 177         | UNTreF Vóley           | L       |

## Australia
Trener: Mark Lebedew
Asystent: Luke Reynolds
| Nr | Imię i nazwisko  | Data urodzenia (wiek) | Wzrost (cm) | Klub                            | Pozycja |
| -- | ---------------- | --------------------- | ----------- | ------------------------------- | ------- |
| 1  | Beau Graham      | 17.04.1994 (24)       | 202         | VK Příbram                      | Ś       |
| 2  | Arshdeep Dosanjh | 30.07.1996 (22)       | 205         | Warta Zawiercie                 | R       |
| 4  | Paul Sanderson   | 07.01.1986 (32)       | 195         | Étoile Sportive du Sahel        | P       |
| 5  | Travis Passier   | 26.04.1989 (29)       | 206         | Canberra Heat                   | Ś       |
| 7  | Harrison Peacock | 31.01.1991 (27)       | 192         | Adelaide Storm                  | R       |
| 8  | Trent O’Dea      | 11.05.1994 (24)       | 201         | VK Karlovarsko                  | Ś       |
| 9  | Max Staples      | 27.07.1994 (24)       | 194         | VK České Budějovice             | P       |
| 11 | Luke Perry       | 20.11.1995 (22)       | 180         | Resovia                         | L       |
| 12 | Nehemiah Mote    | 21.06.1993 (25)       | 204         |                                 | Ś       |
| 13 | Samuel Walker    | 19.02.1995 (23)       | 208         | Bigbank Tartu                   | P       |
| 15 | Luke Smith       | 30.08.1990 (28)       | 204         | Afyon Belediyespor Yüntaş       | P       |
| 17 | Paul Carroll     | 16.05.1986 (33)       | 205         | Jenisiej Krasnojarsk            | A       |
| 18 | Lincoln Williams | 06.10.1993 (24)       | 200         | MKS Będzin                      | A       |
| 20 | Thomas Hodges    | 04.07.1994 (24)       | 197         | Hypo Tirol Alpenvolleys Haching | L/A     |

## Belgia
Trener:  Andrea Anastasi
Asystent: Brecht Van Kerckhove
| Nr | Imię i nazwisko     | Data urodzenia (wiek) | Wzrost (cm) | Klub                   | Pozycja |
| -- | ------------------- | --------------------- | ----------- | ---------------------- | ------- |
| 1  | Bram Van den Dries  | 14.08.1989 (29)       | 206         | Rennes Volley 35       | A       |
| 2  | Hendrik Tuerlinckx  | 01.12.1987 (30)       | 195         | Volleyteam Roeselare   | A       |
| 3  | Sam Deroo           | 29.04.1992 (26)       | 202         | ZAKSA Kędzierzyn-Koźle | P       |
| 4  | Stijn D’Hulst       | 24.04.1991 (27)       | 187         | A.S. Volley Lube       | R       |
| 5  | Igor Grobelny       | 08.06.1993 (25)       | 194         | Cuprum Lubin           | P       |
| 6  | Lowie Stuer         | 24.11.1995 (22)       | 194         | Volley Menen           | L       |
| 7  | François Lecat      | 10.04.1983 (35)       | 200         | Narbonne Volley        | P       |
| 8  | Kévin Klinkenberg   | 04.10.1990 (27)       | 198         | Fenerbahçe             | P       |
| 9  | Pieter Verhees      | 08.12.1989 (28)       | 205         | Robur Rawenna          | Ś       |
| 10 | Simon Van De Voorde | 19.12.1989 (28)       | 208         | Stocznia Szczecin      | Ś       |
| 14 | Jelle Ribbens       | 17.03.1992 (26)       | 185         | Nice VB                | L       |
| 16 | Matthias Valkiers   | 08.04.1990 (28)       | 198         | Tourcoing LM           | R       |
| 17 | Tomas Rousseaux     | 31.03.1994 (24)       | 198         | GKS Katowice           | P       |
| 22 | Pieter Coolman      | 24.04.1989 (29)       | 200         | Volleyteam Roeselare   | Ś       |

## Brazylia
Trener: Renan Dal Zotto
Asystent: Marcelo Fronckowiak
| Nr | Imię i nazwisko              | Data urodzenia (wiek) | Wzrost (cm) | Klub              | Pozycja |
| -- | ---------------------------- | --------------------- | ----------- | ----------------- | ------- |
| 1  | Bruno Mossa Rezende          | 02.07.1986 (32)       | 190         | A.S. Volley Lube  | R       |
| 2  | Isac Santos                  | 13.12.1990 (27)       | 208         | Sada Cruzeiro     | Ś       |
| 3  | Éder Carbonera               | 19.10.1983 (34)       | 204         | SESI São Paulo    | Ś       |
| 5  | Lucas Lóh                    | 18.01.1991 (27)       | 195         | SESI São Paulo    | P       |
| 7  | William Arjona               | 31.07.1979 (39)       | 185         | SESI São Paulo    | R       |
| 8  | Wallace de Souza             | 26.06.1987 (31)       | 198         | SESC-RJ           | A       |
| 9  | Thales Hoss                  | 26.04.1989 (29)       | 188         | Vôlei Taubaté     | L       |
| 12 | Luiz Felipe Fonteles         | 19.06.1984 (34)       | 198         | SESI São Paulo    | P       |
| 13 | Maurício Souza               | 29.09.1988 (29)       | 209         | SESC-RJ           | Ś       |
| 14 | Douglas Souza da Silva       | 20.08.1995 (23)       | 199         | Vôlei Taubaté     | P       |
| 15 | Carlos Eduardo Barreto Silva | 08.08.1994 (24)       | 199         | Callipo Sport     | P       |
| 16 | Lucas Saatkamp               | 06.03.1986 (32)       | 209         | Vôlei Taubaté     | Ś       |
| 17 | Evandro Guerra               | 27.12.1981 (36)       | 207         | Sada Cruzeiro     | A       |
| 22 | Maique Reis Nascimento       | 16.07.1997 (21)       | 182         | Minas Tênis Clube | L       |

## Bułgaria
Trener: Płamen Konstantinow
Asystent:  Alessandro Piroli
| Nr | Imię i nazwisko     | Data urodzenia (wiek) | Wzrost (cm) | Klub                      | Pozycja |
| -- | ------------------- | --------------------- | ----------- | ------------------------- | ------- |
| 2  | Mirosław Gradinarow | 10.02.1985 (33)       | 204         | ACS Volei Municipal Zalău | A       |
| 3  | Dobromir Dimitrow   | 07.07.1991 (27)       | 198         | Pag Volley Taviano        | R       |
| 5  | Swetosław Gocew     | 31.08.1990 (28)       | 205         | Dinamo-LO Sosnowy Bór     | Ś       |
| 6  | Rozalin Penczew     | 11.12.1994 (23)       | 197         | SESC-RJ                   | P       |
| 7  | Nikołaj Uczikow     | 13.04.1986 (32)       | 206         | bez klubu                 | A       |
| 8  | Todor Skrimow       | 09.01.1990 (28)       | 192         | Callipo Sport             | P       |
| 9  | Georgi Seganow      | 10.06.1993 (25)       | 198         | Maliye Piyango            | R       |
| 10 | Walentin Bratoew    | 21.10.1987 (30)       | 201         | JTEKT Stings              | P       |
| 12 | Wiktor Josifow      | 16.10.1985 (32)       | 205         | Vero Volley Monza         | Ś       |
| 13 | Teodor Sałparow     | 16.08.1982 (36)       | 185         | Neftochimik 2010 Burgas   | L       |
| 14 | Teodor Todorow      | 01.09.1989 (29)       | 208         | Neftochimik 2010 Burgas   | Ś       |
| 17 | Nikołaj Penczew     | 22.05.1992 (26)       | 196         | Stocznia Szczecin         | P       |
| 18 | Nikołaj Nikołow     | 29.07.1986 (32)       | 206         | Sporting CP               | Ś       |
| 21 | Petyr Karakaszew    | 11.02.1991 (27)       | 184         | Chebyr Pazardżik          | L       |

## Chiny
Trener:  Raúl Lozano
Asystent:  Juan Manuel Serramalera
| Nr | Imię i nazwisko | Data urodzenia (wiek) | Wzrost (cm) | Klub                | Pozycja |
| -- | --------------- | --------------------- | ----------- | ------------------- | ------- |
| 2  | Jiang Chuan     | 09.08.1994 (24)       | 205         | Beijing Volleyball  | A       |
| 3  | Mao Tianyi      | 02.06.1993 (25)       | 200         | Bayi                | R       |
| 5  | Zhang Binglong  | 11.09.1994 (23)       | 197         | Beijing Volleyball  | P       |
| 7  | Zhang Jingyin   | 20.12.1999 (18)       | 207         | Zhejiang            | P       |
| 9  | Yu Yaochen      | 19.08.1995 (23)       | 195         | Jiangsu             | R       |
| 10 | Ji Daoshuai     | 07.02.1992 (26)       | 194         | Shandong            | P       |
| 11 | Du Haixiang     | 25.05.1995 (23)       | 194         | Sichuan             | P       |
| 13 | Chen Longhai    | 29.03.1991 (27)       | 200         | Shanghai Golden Age | Ś       |
| 15 | Tang Chuanhang  | 04.10.1995 (22)       | 202         | Bayi                | A       |
| 16 | Tong Jiahua     | 13.12.1992 (25)       | 180         | Shanghai Golden Age | L       |
| 17 | Liu Libin       | 16.02.1995 (23)       | 197         | JT Thunders         | P       |
| 20 | Rao Shuhan      | 23.12.1996 (21)       | 205         | Shanghai Golden Age | Ś       |
| 21 | Miao Ruantong   | 21.05.1995 (23)       | 205         | Bayi                | Ś       |
| 27 | Ma Xiaoteng     | 19.06.1991 (27)       | 180         | Bayi                | L       |

## Dominikana
Trener:  José Alexander Gutiérrez
Asystent: Amaury Martínez
| Nr | Imię i nazwisko     | Data urodzenia (wiek) | Wzrost (cm) | Klub          | Pozycja |
| -- | ------------------- | --------------------- | ----------- | ------------- | ------- |
| 1  | Henry Tapia         | 01.03.1992 (26)       | 198         | CV Eivissa    | A       |
| 2  | Bayron Valdéz       | 18.01.1999 (19)       | 191         |               | P       |
| 3  | Elvis Contreras     | 20.07.1979 (39)       | 188         | Al-Ahli Dubaj | P       |
| 5  | Enger Mieses        | 01.12.1995 (22)       | 171         |               | L       |
| 8  | Henry López         | 09.12.1994 (23)       | 185         |               | P       |
| 9  | Braymer Tolentino   | 27.08.1996 (22)       | 186         |               | L       |
| 10 | Francisco Abréu     | 26.04.1982 (36)       | 184         | CHEV Diekirch | R       |
| 11 | José Miguel Cáceres | 24.12.1981 (36)       | 210         |               | A       |
| 13 | Jonathan Mercedes   | 18.08.1989 (29)       | 187         |               | P       |
| 14 | Félix Romero        | 02.05.1995 (23)       | 191         |               | Ś       |
| 15 | Richi Paulino       | 02.12.1996 (21)       | 206         |               | Ś       |
| 16 | Adalberto González  | 31.08.1999 (19)       | 185         |               | R       |
| 17 | Jairo Pérez         | 17.02.1999 (19)       | 192         |               | Ś       |
| 19 | Héctor Cruz         | 12.06.1997 (21)       | 187         |               | P       |

## Egipt
Trener: Mohamed Mouselhy
Asystent: Wael Al Aydy
| Nr | Imię i nazwisko         | Data urodzenia (wiek) | Wzrost (cm) | Klub             | Pozycja |
| -- | ----------------------- | --------------------- | ----------- | ---------------- | ------- |
| 2  | Abdallah Abdalsalam     | 10.10.1983 (34)       | 198         | Al-Ahly Kair     | R       |
| 3  | Abdel Halim Abbou       | 03.06.1989 (29)       | 210         | Al-Ahly Kair     | Ś       |
| 4  | Ahmad Abd al-Hajj       | 19.08.1984 (34)       | 197         | Al-Ahly Kair     | A       |
| 5  | Abdelrahman Seoudy      | 21.08.1997 (21)       | 207         | Al-Ahly Kair     | Ś       |
| 6  | Sherif Aly              | 24.04.1994 (24)       | 185         | Al-Ahly Kair     | L       |
| 7  | Hisham Ewais            | 26.02.1995 (23)       | 196         | Smouha           | A       |
| 9  | Rashad Atia             | 02.09.1986 (32)       | 201         | Tala’ea El-Gaish | Ś       |
| 10 | Mohamed Masoud          | 01.05.1994 (24)       | 211         | Al-Ahly Kair     | Ś       |
| 11 | Ahmed Mohamed           | 01.03.1989 (29)       | 193         | Al-Ahly Kair     | P       |
| 12 | Hossam Abdalla          | 16.02.1988 (30)       | 203         | Al-Ahly Kair     | R       |
| 14 | Omar Hassan             | 04.04.1991 (27)       | 191         | Tala’ea El-Gaish | P       |
| 15 | Ahmed Abdelaal          | 08.06.1989 (29)       | 188         | Tala’ea El-Gaish | L       |
| 18 | Ahmed Shafik            | 07.12.1994 (23)       | 190         | Al-Ahly Kair     | P       |
| 19 | Mostafa Mohamed Ibrahim | 25.01.1994 (24)       | 197         | Zamalek SC       | P       |

## Finlandia
Trener: Tuomas Sammelvuo
Asystenci:  Claudio Rifelli
| Nr | Imię i nazwisko   | Data urodzenia (wiek) | Wzrost (cm) | Klub                       | Pozycja |
| -- | ----------------- | --------------------- | ----------- | -------------------------- | ------- |
| 2  | Eemi Tervaportti  | 26.07.1989 (29)       | 193         | Olympiakos SFP             | R       |
| 3  | Mikko Esko        | 03.09.1978 (40)       | 198         | Vammalan Lentopallo        | R       |
| 4  | Lauri Kerminen    | 18.01.1993 (25)       | 185         | Kuzbass Kemerowo           | L       |
| 6  | Antti Ronkainen   | 11.08.1996 (22)       | 189         | Lentopalloseura Etta       | P       |
| 7  | Niko Suihkonen    | 11.04.1999 (19)       | 190         | Vammalan Lentopallo        | P       |
| 8  | Elviss Krastins   | 15.09.1994 (23)       | 192         | Arago de Sète              | P       |
| 9  | Tommi Siirilä     | 05.08.1993 (25)       | 203         | Vammalan Lentopallo        | Ś       |
| 10 | Urpo Sivula       | 15.03.1988 (30)       | 195         | Vammalan Lentopallo        | A       |
| 11 | Sauli Sinkkonen   | 14.09.1989 (28)       | 201         | Chaumont VB 52 Haute-Marne | Ś       |
| 14 | Markus Kaurto     | 31.08.1993 (25)       | 196         | Vammalan Lentopallo        | Ś       |
| 15 | Henrik Porkka     | 14.01.1998 (20)       | 202         | Hurrikaani-Loimaa          | Ś       |
| 16 | Samuli Kaislasalo | 03.08.1995 (23)       | 204         | VC Nagano Tridents         | A       |
| 19 | Niklas Breilin    | 08.09.1999 (19)       | 178         | Kokkolan Tiikerit          | P       |
| 22 | Sakari Mäkinen    | 19.01.1995 (23)       | 188         | Szachcior Soligorsk        | P       |

## Francja
Trener: Laurent Tillie
Asystent: Cédric Énard
| Nr | Imię i nazwisko       | Data urodzenia (wiek) | Wzrost (cm) | Klub                     | Pozycja |
| -- | --------------------- | --------------------- | ----------- | ------------------------ | ------- |
| 2  | Jenia Grebennikov     | 13.08.1990 (28)       | 188         | Trentino Volley          | L       |
| 4  | Jean Patry            | 27.12.1996 (21)       | 207         | Montpellier UC           | A       |
| 6  | Benjamin Toniutti     | 30.10.1989 (28)       | 183         | ZAKSA Kędzierzyn-Koźle   | R       |
| 7  | Kévin Tillie          | 02.11.1990 (27)       | 200         | Beijing Volleyball       | P       |
| 8  | Julien Lyneel         | 15.04.1990 (28)       | 192         | Jastrzębski Węgiel       | P       |
| 9  | Earvin N’Gapeth       | 12.02.1991 (27)       | 194         | Zenit Kazań              | P       |
| 10 | Kévin Le Roux         | 11.05.1989 (29)       | 209         | Sada Cruzeiro            | Ś       |
| 11 | Antoine Brizard       | 22.05.1994 (24)       | 194         | Onico Warszawa           | R       |
| 12 | Stéphen Boyer         | 10.04.1996 (22)       | 196         | Blu Volley Werona        | A       |
| 14 | Nicolas Le Goff       | 15.02.1992 (26)       | 205         | Berlin Recycling Volleys | Ś       |
| 15 | Jérémie Mouiel        | 04.05.1995 (23)       | 176         | AS Cannes                | L       |
| 16 | Daryl Bultor          | 17.11.1995 (22)       | 197         | Arago de Sète            | Ś       |
| 18 | Thibault Rossard      | 28.08.1993 (25)       | 193         | Resovia                  | P       |
| 21 | Barthélémy Chinenyeze | 28.02.1998 (20)       | 201         | Tours VB                 | Ś       |

## Holandia
Trener: Gido Vermeulen
Asystent:  Claudio Gewehr
| Nr | Imię i nazwisko      | Data urodzenia (wiek) | Wzrost (cm) | Klub                       | Pozycja |
| -- | -------------------- | --------------------- | ----------- | -------------------------- | ------- |
| 1  | Daan van Haarlem     | 15.03.1989 (29)       | 198         | VK Karlovarsko             | R       |
| 2  | Wessel Keemink       | 29.05.1993 (25)       | 197         | Orion Volleybal Doetinchem | R       |
| 3  | Maarten van Garderen | 24.01.1990 (28)       | 200         | Trentino Volley            | P       |
| 4  | Thijs ter Horst      | 18.09.1991 (26)       | 205         | Daejeon Samsung Bluefangs  | P       |
| 5  | Dirk Sparidans       | 05.03.1989 (29)       | 181         | Nantes Rezé MV             | L       |
| 6  | Jasper Diefenbach    | 17.03.1988 (30)       | 195         | zakończył karierę          | Ś       |
| 7  | Gijs Jorna           | 30.05.1989 (29)       | 196         | Spacer’s de Toulouse       | P       |
| 10 | Jeroen Rauwerdink    | 13.09.1985 (32)       | 200         | Olympiakos SFP             | P       |
| 12 | Tim Smit             | 31.12.1989 (28)       | 201         | Tourcoing LM               | Ś       |
| 14 | Nimir Abdel-Aziz     | 05.02.1992 (26)       | 201         | Power Volley Milano        | A       |
| 15 | Thomas Koelewijn     | 18.12.1988 (29)       | 206         | Stade Poitevin Poitiers    | Ś       |
| 16 | Wouter ter Maat      | 07.05.1991 (27)       | 200         | Fenerbahçe                 | A       |
| 17 | Michaël Parkinson    | 23.11.1991 (26)       | 203         | Steaua Bukareszt           | Ś       |
| 19 | Just Dronkers        | 07.06.1993 (25)       | 187         | VC Maaseik                 | L       |

## Iran
Trener:  Igor Kolaković
Asystent: Peyman Akbari
| Nr | Imię i nazwisko               | Data urodzenia (wiek) | Wzrost (cm) | Klub               | Pozycja |
| -- | ----------------------------- | --------------------- | ----------- | ------------------ | ------- |
| 2  | Milad Ebadipur                | 17.10.1993 (24)       | 196         | Skra Bełchatów     | P       |
| 3  | Saman Fa’ezi                  | 23.08.1991 (27)       | 204         | Saipa Teheran      | Ś       |
| 4  | Sa’id Maruf                   | 20.10.1985 (32)       | 189         | Emma Villas Volley | R       |
| 5  | Farhad Gha’emi                | 28.08.1989 (29)       | 197         | Ziraat Bankası     | P       |
| 6  | Sejjed Mohammad Musawi Araghi | 22.08.1987 (31)       | 203         | Szahrdari Urmia    | Ś       |
| 10 | Amir Ghafur                   | 06.06.1991 (27)       | 202         | Vero Volley Monza  | A       |
| 11 | Saber Kazemi                  | 24.12.1998 (19)       | 205         | Ziraat Bankası     | A       |
| 14 | Mohammad Dżawad Manawineżad   | 27.11.1995 (22)       | 198         | Blu Volley Werona  | P       |
| 16 | Ali Szafi’i                   | 21.09.1991 (26)       | 190         | Saipa Teheran      | Ś       |
| 18 | Mohammad Taher Vadi           | 10.10.1989 (28)       | 194         | Khatam Ardakan     | R       |
| 19 | Mehdi Marandi                 | 12.05.1986 (32)       | 172         | Khatam Ardakan     | L       |
| 21 | Morteza Szarifi               | 27.05.1999 (19)       | 193         | Blu Volley Werona  | P       |
| 24 | Mohammad Reza Hazratpour      | 31.03.1999 (19)       | 187         | Saipa Teheran      | L       |
| 25 | Amir Hossein Toukhteh         | 09.04.2001 (17)       | 203         | Saipa Teheran      | Ś       |

## Japonia
Trener: Yūichi Nakagaichi
Asystent:  Philippe Blain
| Nr | Imię i nazwisko   | Data urodzenia (wiek) | Wzrost (cm) | Klub               | Pozycja |
| -- | ----------------- | --------------------- | ----------- | ------------------ | ------- |
| 1  | Issei Ōtake       | 03.12.1995 (22)       | 201         | Panasonic Panthers | A       |
| 3  | Naonobu Fujii     | 05.01.1992 (26)       | 183         | Toray Arrows       | R       |
| 5  | Tatsuya Fukuzawa  | 01.07.1986 (32)       | 190         | Panasonic Panthers | P       |
| 6  | Akihiro Yamauchi  | 30.11.1993 (24)       | 204         | Panasonic Panthers | Ś       |
| 8  | Masahiro Yanagida | 06.07.1992 (26)       | 186         | Cuprum Lubin       | P/A     |
| 9  | Satoshi Ide       | 16.01.1992 (26)       | 174         | Toray Arrows       | L       |
| 10 | Taichirō Koga     | 04.10.1989 (28)       | 170         | Warta Zawiercie    | L       |
| 11 | Yūji Nishida      | 30.01.2000 (18)       | 186         | JTEKT Stings       | A       |
| 14 | Yūki Ishikawa     | 11.12.1995 (22)       | 191         | Emma Villas Volley | P       |
| 15 | Haku Ri           | 27.12.1990 (27)       | 193         | Toray Arrows       | Ś       |
| 17 | Yamato Fushimi    | 24.12.1991 (26)       | 207         | Toray Arrows       | Ś       |
| 18 | Masahiro Sekita   | 20.11.1993 (24)       | 175         | Panasonic Panthers | R       |
| 19 | Hiroaki Asano     | 06.10.1990 (27)       | 178         | JTEKT Stings       | P       |
| 25 | Taishi Onodera    | 27.02.1996 (22)       | 201         | JT Thunders        | Ś       |

## Kamerun
Trener: Blaise Re-Niof Mayam
Asystent: Nyatcho Ndjamou Armand Gilles
| Nr | Imię i nazwisko             | Data urodzenia (wiek) | Wzrost (cm) | Klub                               | Pozycja |
| -- | --------------------------- | --------------------- | ----------- | ---------------------------------- | ------- |
| 2  | Ahmed Awal Mbutngam         | 23.04.1990 (28)       | 192         | Amiens MVB                         | R       |
| 3  | Herman Marie Engala         | 29.12.1985 (22)       | 208         |                                    | Ś       |
| 4  | Bana Hassana                | 03.04.1995 (23)       | 202         | Bafia Volleyball Evolution         | Ś       |
| 6  | Sem Dolegombai              | 18.05.1990 (28)       | 198         | Avignon VB                         | Ś       |
| 8  | Charles Engohé              | 22.04.1984 (34)       | 194         | Vendée Volley-Ball Club Herbretais | P       |
| 9  | Jean Pierre Ndongo          | 05.02.1986 (32)       | 196         |                                    | P       |
| 10 | Didier Sali Hilé            | 09.06.1991 (27)       | 192         | Amiens MVB                         | P       |
| 11 | Yannick Bikoi-Bi-Nkot       | 18.01.1984 (34)       | 177         | Cameroun Sport VB                  | L       |
| 12 | Arsene Ivan Ebouma Moto     | 13.04.1990 (28)       | 180         | FAP                                | R       |
| 13 | Cyrille Pierre Ongolo Mayam | 27.09.1991 (26)       | 196         | Hasi Bounif                        | R       |
| 14 | Nathan Wounembaina          | 22.11.1984 (33)       | 198         | Tours VB                           | P       |
| 15 | Yvan Kody                   | 25.08.1991 (27)       | 213         | Qatar SC                           | A       |
| 16 | Alain Fossi Kamto           | 04.11.1980 (37)       | 183         | Volley Ball Pexinois Niort         | L       |
| 17 | David Feughouo              | 05.05.1989 (29)       | 206         | Lausanne UC                        | A/P     |

## Kanada
Trener:  Stéphane Antiga
Asystent: Dan Lewis
| Nr | Imię i nazwisko         | Data urodzenia (wiek) | Wzrost (cm) | Klub                       | Pozycja |
| -- | ----------------------- | --------------------- | ----------- | -------------------------- | ------- |
| 1  | Tyler Sanders           | 14.12.1991 (26)       | 191         | Halkbank                   | R       |
| 2  | John Perrin             | 17.08.1989 (29)       | 201         | Biełogorje Biełgorod       | P       |
| 3  | Steven Marshall         | 23.11.1989 (28)       | 193         | İnegöl Belediyesi          | L       |
| 4  | Nicholas Hoag           | 19.08.1992 (26)       | 200         | Stocznia Szczecin          | P       |
| 5  | Lucas Van Berkel        | 29.11.1991 (26)       | 210         | Monini Marconi Spoleto     | Ś       |
| 7  | Stephen Maar            | 06.12.1994 (23)       | 201         | Power Volley Milano        | P       |
| 8  | Jay Blankenau           | 27.09.1989 (28)       | 194         | VC Maaseik                 | R       |
| 9  | Jason De Rocco          | 19.09.1989 (28)       | 201         | FC Tokyo                   | P       |
| 10 | Sharone Vernon-Evans    | 28.08.1998 (20)       | 202         | Onico Warszawa             | A       |
| 11 | Daniel Jansen Van Doorn | 21.03.1990 (28)       | 208         | Vammalan Lentopallo        | Ś       |
| 16 | Ryan Sclater            | 10.02.1994 (24)       | 200         | SVG Lüneburg               | A       |
| 17 | Graham Vigrass          | 17.06.1989 (29)       | 205         | Onico Warszawa             | Ś       |
| 19 | Blair Bann              | 26.02.1988 (30)       | 184         | Chaumont VB 52 Haute-Marne | L       |
| 20 | Arthur Szwarc           | 30.03.1995 (23)       | 207         | Arago de Sète              | Ś       |

## Kuba
Trener: Nicolás Vives Coffigny
Asystent: Yosvany Muñoz Pérez
| Nr | Imię i nazwisko        | Data urodzenia (wiek) | Wzrost (cm) | Klub                  | Pozycja |
| -- | ---------------------- | --------------------- | ----------- | --------------------- | ------- |
| 2  | Osniel Melgarejo       | 18.12.1997 (20)       | 195         | Club Obras Sanitarias | P       |
| 3  | Marlon Yang            | 23.05.2001 (17)       | 202         | Villa Clara           | P       |
| 5  | Javier Concepción      | 27.12.1997 (20)       | 200         | La Habana             | Ś       |
| 7  | Yonder García          | 26.02.1993 (25)       | 183         | Ciudad Habana         | L       |
| 9  | Liván Osoria           | 05.02.1994 (24)       | 201         | PAOK                  | Ś       |
| 10 | Miguel David Gutiérrez | 21.02.1997 (21)       | 197         | Gigantes del Sur      | A       |
| 11 | Liván Taboada          | 04.10.1998 (19)       | 191         | La Habana             | R       |
| 12 | Jaime Jesús Herrera    | 04.04.1995 (23)       | 194         | Artemisa              | A       |
| 14 | Adrián Goide           | 26.06.1998 (20)       | 191         | Gigantes del Sur      | R       |
| 15 | Yohan León             | 24.01.1995 (23)       | 200         | Camagüey              | P       |
| 17 | Roamy Alonso           | 24.07.1997 (21)       | 201         | Matanzas              | Ś       |
| 18 | Miguel Ángel López     | 25.03.1997 (21)       | 189         | Gigantes del Sur      | P       |

## Polska
Trener:  Vital Heynen
Asystenci: Michał Mieszko Gogol, Sebastian Pawlik
| Nr | Imię i nazwisko   | Data urodzenia (wiek) | Wzrost (cm) | Klub                   | Pozycja |
| -- | ----------------- | --------------------- | ----------- | ---------------------- | ------- |
| 1  | Piotr Nowakowski  | 18.12.1987 (30)       | 205         | Trefl Gdańsk           | Ś       |
| 3  | Dawid Konarski    | 31.08.1989 (29)       | 198         | Jastrzębski Węgiel     | A       |
| 6  | Bartosz Kurek     | 29.08.1988 (30)       | 205         | Stocznia Szczecin      | A       |
| 7  | Artur Szalpuk     | 20.03.1995 (23)       | 201         | Skra Bełchatów         | P       |
| 8  | Damian Schulz     | 26.02.1990 (28)       | 208         | Resovia                | A       |
| 10 | Damian Wojtaszek  | 07.09.1988 (30)       | 180         | Onico Warszawa         | L       |
| 11 | Fabian Drzyzga    | 03.01.1990 (28)       | 196         | Lokomotiw Nowosybirsk  | R       |
| 12 | Grzegorz Łomacz   | 01.10.1987 (30)       | 187         | Skra Bełchatów         | R       |
| 13 | Michał Kubiak     | 23.02.1988 (30)       | 191         | Panasonic Panthers     | P       |
| 14 | Aleksander Śliwka | 24.05.1995 (23)       | 196         | ZAKSA Kędzierzyn-Koźle | P       |
| 15 | Jakub Kochanowski | 17.07.1997 (21)       | 199         | Skra Bełchatów         | Ś       |
| 17 | Paweł Zatorski    | 21.06.1990 (28)       | 184         | ZAKSA Kędzierzyn-Koźle | L       |
| 18 | Bartosz Kwolek    | 17.07.1997 (21)       | 193         | Onico Warszawa         | P       |
| 20 | Mateusz Bieniek   | 05.04.1994 (24)       | 210         | ZAKSA Kędzierzyn-Koźle | Ś       |

## Portoryko
Trener: Oswald Antonetti
Asystent: Manuel Acevedo
| Nr | Imię i nazwisko    | Data urodzenia (wiek) | Wzrost (cm) | Klub                 | Pozycja |
| -- | ------------------ | --------------------- | ----------- | -------------------- | ------- |
| 2  | Edgardo Goás       | 27.01.1989 (29)       | 197         | Mets de Guaynabo     | R       |
| 3  | Pablo Guzmán       | 02.06.1987 (31)       | 188         | Omonia Nikozja       | P       |
| 4  | Dennis Del Valle   | 27.01.1989 (29)       | 175         | Lausanne UC          | L       |
| 5  | Pedro Nieves       | 29.06.1993 (25)       | 198         | Panachaiki Patras    | Ś       |
| 6  | Angel Pérez        | 20.05.1982 (36)       | 190         | CS Arcada Galați     | R       |
| 8  | Eddie Rivera       | 16.06.1992 (26)       | 181         | Gigantes de Adjuntas | P       |
| 10 | Ezequiel Cruz      | 15.07.1986 (32)       | 191         |                      | P/A     |
| 11 | Maurice Torres     | 06.07.1991 (27)       | 201         | Pallavolo Padwa      | A       |
| 13 | Sequiel Sánchez    | 24.03.1990 (28)       | 191         | SCMU Craiova         | P       |
| 14 | Juan Vázquez       | 23.01.1991 (27)       | 188         |                      | A       |
| 15 | Jonathan Rodríguez | 16.09.1997 (20)       | 193         | Changos de Naranjito | Ś       |
| 17 | Jessie Colón       | 20.09.1984 (33)       | 192         | Gigantes de Adjuntas | Ś       |
| 22 | Pedrito Sierra     | 20.09.1984 (33)       | 192         | Gigantes de Adjuntas | Ś       |
| 24 | Arnel Cabrera      | 21.07.1989 (29)       | 196         | CS Arcada Galați     | L       |

## Rosja
Trener: Siergiej Szlapnikow
Asystent:  Sergio Busato
| Nr | Imię i nazwisko   | Data urodzenia (wiek) | Wzrost (cm) | Klub                  | Pozycja |
| -- | ----------------- | --------------------- | ----------- | --------------------- | ------- |
| 2  | Ilja Własow       | 03.08.1995 (23)       | 212         | Dinamo Moskwa         | Ś       |
| 4  | Artiom Wolwicz    | 22.01.1990 (28)       | 212         | Zenit Kazań           | Ś       |
| 5  | Siergiej Grankin  | 21.01.1985 (33)       | 193         | Dinamo Moskwa         | R       |
| 7  | Dmitrij Wołkow    | 25.05.1995 (23)       | 201         | Fakieł Nowy Urengoj   | P       |
| 8  | Aleksiej Rodiczew | 24.03.1988 (30)       | 198         | Lokomotiw Nowosybirsk | P       |
| 9  | Jurij Bierieżko   | 27.01.1984 (34)       | 198         | Dinamo Moskwa         | P       |
| 10 | Aleksandr Sokołow | 01.03.1982 (36)       | 193         | Jarosławicz Jarosław  | L       |
| 12 | Aleksandr But´ko  | 18.03.1986 (32)       | 198         | Zenit Kazań           | R       |
| 13 | Dmitrij Muserski  | 29.10.1988 (29)       | 218         | Suntory Sunbirds      | Ś       |
| 15 | Wiktor Poletajew  | 27.07.1995 (23)       | 197         | Kuzbass Kemerowo      | A       |
| 16 | Aleksiej Wierbow  | 31.01.1982 (36)       | 185         | Zenit Kazań           | L       |
| 17 | Maksim Michajłow  | 19.03.1988 (30)       | 204         | Zenit Kazań           | A       |
| 18 | Jegor Kluka       | 15.06.1995 (23)       | 208         | Fakieł Nowy Urengoj   | P       |
| 20 | Iljas Kurkajew    | 18.01.1994 (24)       | 208         | Lokomotiw Nowosybirsk | Ś       |

## Serbia
Trener: Nikola Grbić
Asystent: Nedžad Osmankač
| Nr | Imię i nazwisko         | Data urodzenia (wiek) | Wzrost (cm) | Klub                  | Pozycja |
| -- | ----------------------- | --------------------- | ----------- | --------------------- | ------- |
| 1  | Aleksandar Okolić       | 26.06.1993 (25)       | 205         | PAOK                  | Ś       |
| 2  | Uroš Kovačević          | 06.05.1993 (25)       | 197         | Trentino Volley       | P       |
| 3  | Milan Katić             | 22.10.1993 (24)       | 202         | Skra Bełchatów        | P       |
| 4  | Nemanja Petrić          | 28.07.1987 (31)       | 205         | Biełogorje Biełgorod  | P       |
| 7  | Petar Krsmanović        | 01.06.1990 (28)       | 206         | Gazprom-Jugra Surgut  | Ś       |
| 8  | Marko Ivović            | 22.12.1990 (27)       | 194         | Lokomotiw Nowosybirsk | P       |
| 9  | Nikola Jovović          | 13.02.1992 (26)       | 197         | Ziraat Bankası        | R       |
| 14 | Aleksandar Atanasijević | 04.09.1991 (27)       | 200         | Sir Safety Perugia    | A       |
| 16 | Dražen Luburić          | 02.11.1993 (24)       | 202         | Halkbank              | A       |
| 17 | Neven Majstorović       | 17.03.1989 (29)       | 192         | SCMU Craiova          | L       |
| 18 | Marko Podraščanin       | 29.08.1987 (31)       | 204         | Sir Safety Perugia    | Ś       |
| 19 | Nikola Rosić            | 05.08.1984 (34)       | 192         | SCMU Craiovag         | L       |
| 20 | Srećko Lisinac          | 17.05.1992 (26)       | 205         | Trentino Volley       | Ś       |
| 21 | Ivan Kostić             | 08.01.1988 (30)       | 192         | Vojvodina Nowy Sad    | R       |

## Słowenia
Trener:  Slobodan Kovač
Asystent: Sebastijan Škorc
| Nr | Imię i nazwisko | Data urodzenia (wiek) | Wzrost (cm) | Klub                | Pozycja |
| -- | --------------- | --------------------- | ----------- | ------------------- | ------- |
| 1  | Tonček Štern    | 14.11.1995 (22)       | 198         | Top Volley Latina   | A       |
| 2  | Alen Pajenk     | 23.04.1986 (32)       | 203         | Czarni Radom        | Ś       |
| 4  | Jan Kozamernik  | 24.12.1995 (22)       | 204         | Power Volley Milano | Ś       |
| 5  | Alen Šket       | 28.03.1988 (30)       | 204         | Halkbank            | P       |
| 6  | Mitja Gasparini | 26.06.1984 (34)       | 201         | Korean Air Jumbos   | A       |
| 8  | Uroš Pavlović   | 30.03.1992 (26)       | 200         | ACH Volley Lublana  | Ś       |
| 9  | Dejan Vinčić    | 15.09.1986 (31)       | 202         | Czarni Radom        | R       |
| 10 | Sašo Štalekar   | 03.05.1996 (22)       | 214         | Kamnik              | Ś       |
| 12 | Jan Klobučar    | 11.12.1992 (25)       | 195         | Pallavolo Piacenza  | P       |
| 13 | Jani Kovačič    | 14.06.1992 (26)       | 185         | ACH Volley Lublana  | L       |
| 14 | Urban Toman     | 21.10.1997 (20)       | 185         | TSV Giesen Grizzlys | L       |
| 16 | Gregor Ropret   | 01.03.1989 (29)       | 192         | Nantes Rezé MV      | R       |
| 17 | Tine Urnaut     | 03.09.1988 (30)       | 201         | Modena Volley       | P       |
| 18 | Klemen Čebulj   | 21.02.1992 (26)       | 202         | Shanghai Golden Age | P       |

## Stany Zjednoczone
Trener: John Speraw
Asystent: Robert Neilson
| Nr | Imię i nazwisko   | Data urodzenia (wiek) | Wzrost (cm) | Klub                       | Pozycja |
| -- | ----------------- | --------------------- | ----------- | -------------------------- | ------- |
| 1  | Matthew Anderson  | 18.04.1987 (31)       | 202         | Zenit Kazań                | P/A     |
| 2  | Aaron Russell     | 04.06.1993 (25)       | 205         | Trentino Volley            | P       |
| 3  | Taylor Sander     | 17.03.1992 (26)       | 196         | Sada Cruzeiro              | P       |
| 4  | Jeffrey Jendryk   | 15.09.1995 (22)       | 208         | Berlin Recycling Volleys   | Ś       |
| 7  | Kawika Shoji      | 11.11.1987 (30)       | 190         | Resovia                    | R       |
| 10 | Daniel McDonnell  | 15.09.1988 (29)       | 200         | Tourcoing LM               | Ś       |
| 11 | Micah Christenson | 08.05.1993 (25)       | 198         | Modena Volley              | R       |
| 12 | Maxwell Holt      | 12.03.1987 (31)       | 205         | Modena Volley              | Ś       |
| 13 | Benjamin Patch    | 21.06.1994 (24)       | 203         | Berlin Recycling Volleys   | A       |
| 18 | Jake Langlois     | 14.05.1992 (26)       | 208         | MKS Będzin                 | P       |
| 19 | Taylor Averill    | 05.03.1992 (26)       | 201         | Chaumont VB 52 Haute-Marne | Ś       |
| 20 | David Smith       | 15.05.1985 (33)       | 201         | Resovia                    | Ś       |
| 21 | Dustin Watten     | 27.10.1986 (31)       | 183         | Berlin Recycling Volleys   | L       |
| 22 | Erik Shoji        | 24.08.1989 (29)       | 184         | Fakieł Nowy Urengoj        | L       |

## Tunezja
Trener:  Antonio Giacobbe
Asystent: Noureddine Hfaiedh
| Nr | Imię i nazwisko               | Data urodzenia (wiek) | Wzrost (cm) | Klub                       | Pozycja |
| -- | ----------------------------- | --------------------- | ----------- | -------------------------- | ------- |
| 1  | Mohamed Ridene                | 14.02.1996 (22)       | 180         | CO Kélibia                 | L       |
| 2  | Ahmed Kadhi                   | 19.04.1989 (29)       | 199         | Étoile Sportive du Sahel   | Ś       |
| 3  | Marouane M'rabet              | 03.10.1990 (27)       | 188         | CS Sfaxien                 | R       |
| 5  | Wassim Ben Tara               | 03.08.1996 (22)       | 199         | Chaumont VB 52 Haute-Marne | A       |
| 6  | Mohamed Ali Ben Othmen Miladi | 12.05.1991 (27)       | 188         | ES Tunis                   | P       |
| 7  | Elyes Karamosli               | 22.08.1989 (29)       | 198         | ES Tunis                   | P       |
| 8  | Nabil Miladi                  | 28.02.1988 (30)       | 196         | ES Tunis                   | Ś       |
| 9  | Amen Allah Hmissi             | 06.04.1988 (30)       | 180         | ES Tunis                   | P       |
| 10 | Hamza Nagga                   | 29.05.1990 (28)       | 191         | Étoile Sportive du Sahel   | A/P     |
| 11 | Hakim Zouari                  | 28.03.1988 (30)       | 197         | CS Sfaxien                 | Ś       |
| 12 | Anouer Taouerghi              | 17.08.1983 (35)       | 178         | CS Sfaxien                 | L       |
| 16 | Khaled Ben Slimene            | 14.12.1994 (24)       | 193         | ES Tunis                   | R       |
| 18 | Ali Bongui                    | 14.08.1996 (22)       | 180         | CS Sfaxien                 | A       |
| 20 | Omar Agrebi                   | 26.08.1992 (26)       | 205         | CS Sfaxien                 | Ś       |

## Włochy
Trener: Gianlorenzo Blengini
Asystent: Antonio Valentini
| Nr | Imię i nazwisko    | Data urodzenia (wiek) | Wzrost (cm) | Klub               | Pozycja |
| -- | ------------------ | --------------------- | ----------- | ------------------ | ------- |
| 1  | Davide Candellaro  | 07.06.1989 (29)       | 200         | Trentino Volley    | Ś       |
| 2  | Luigi Randazzo     | 30.04.1994 (24)       | 198         | Pallavolo Padwa    | P       |
| 4  | Michele Baranowicz | 05.08.1989 (29)       | 196         | Pallavolo Piacenza | R       |
| 5  | Osmany Juantorena  | 12.08.1985 (33)       | 200         | A.S. Volley Lube   | P       |
| 6  | Simone Giannelli   | 09.08.1996 (22)       | 199         | Trentino Volley    | R       |
| 7  | Salvatore Rossini  | 13.07.1986 (32)       | 185         | Modena Volley      | L       |
| 8  | Daniele Mazzone    | 04.06.1992 (26)       | 209         | Modena Volley      | Ś       |
| 9  | Ivan Zaytsev       | 02.10.1988 (29)       | 202         | Modena Volley      | A       |
| 10 | Filippo Lanza      | 03.03.1991 (27)       | 198         | Sir Safety Perugia | P       |
| 12 | Enrico Cester      | 16.03.1988 (30)       | 204         | A.S. Volley Lube   | Ś       |
| 13 | Massimo Colaci     | 21.02.1985 (33)       | 180         | Sir Safety Perugia | L       |
| 15 | Gabriele Maruotti  | 25.03.1988 (30)       | 196         | Emma Villas Volley | P       |
| 17 | Simone Anzani      | 24.02.1992 (26)       | 204         | Modena Volley      | Ś       |
| 20 | Gabriele Nelli     | 04.12.1993 (24)       | 210         | Trentino Volley    | A       |